# Karel Novák (politik KSČ)
Karel Novák byl český a československý politik Komunistické strany Československa, poslanec České národní rady a Sněmovny národů Federálního shromáždění za normalizace.

## Biografie
Po provedení federalizace Československa usedl do Sněmovny národů Federálního shromáždění. Mandát nabyl až dodatečně v březnu 1971. Do federálního parlamentu ho nominovala Česká národní rada, kde rovněž zasedal dodatečně (od prosince 1970). Ve FS setrval do konce funkčního období, tedy do voleb roku 1971. Při nástupu do ČNR byl uveden jako „zkušený funkcionář, osvědčil se v různých hospodářských funkcích nejen odborně, ale i politicky. V letech 1968 - 1969 svými postoji prokázal, že jde o politicky zkušeného a čestného funkcionáře“.
14. sjezd KSČ zvolil Karla Nováka za kandidáta Ústředního výboru Komunistické strany Československa.